# 做爱，不作战

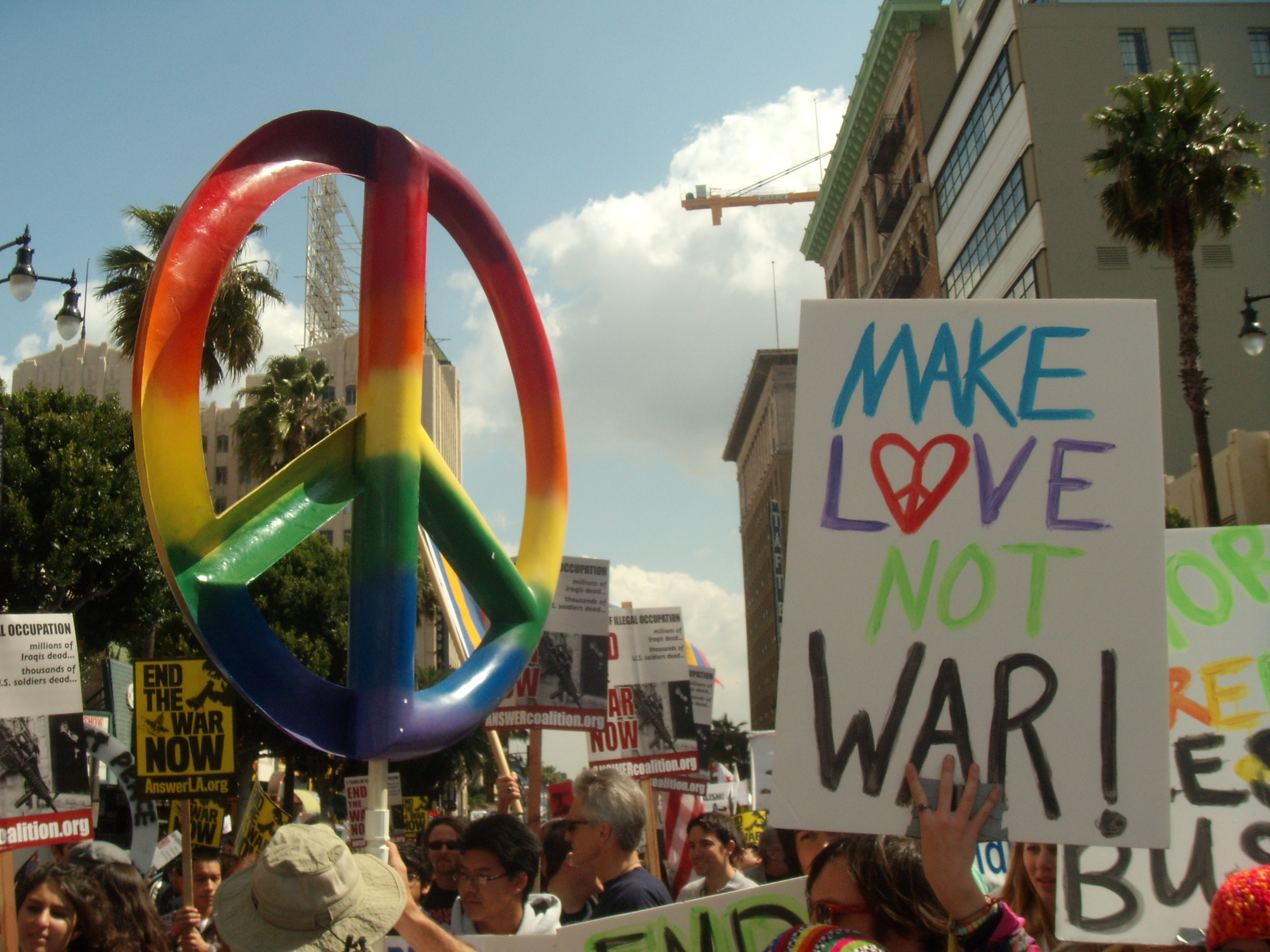
2008年，抗議伊拉克戰爭的民眾所使用之做爱，不作战標語

做爱，不作战（英語：Make love, not war）是美国於1960年代流行的反傳統的文化口号，最初用于反越战游行，其他反战行动也援引过此口号。
披頭四樂隊主音約翰·藍儂声称自己首创此口号。
激进的活动家珀涅罗珀和富兰克林在芝加哥的团结书店帮助制作成千上万个印有“要做爱，不要作战”的徽章，并在1965年伊利诺伊州母亲节和平示威中第一次发放。

## 流行文化
- 1973年，約翰·藍儂歌曲Mind Games（英语：Mind Games）以此口号为号召；同年，鲍勃·马利歌曲No More Trouble（英语：No More Trouble）也以此口号为号召
- 2014年，联合利华旗下AXE（LYNX凌仕效应）经由百比赫广告公司（英语：Bartle Bogle Hegarty）推出多条名为“Make Love, Not War”的电视广告、平面广告[7]，并在全球开展相关活动[8]
- 法国公益组织AIDES联合巴黎广告公司TBWA在2016年欧洲杯期间推出一组人体彩绘广告，其中的标语借用了“MAKE LOVE, NOT WAR”口号[9]
- 電影《復仇者聯盟：終局之戰》中，史丹·李客串的角色也使用這一口号